# 佐賀県道347号虹の松原線
佐賀県道347号虹の松原線（さがけんどう347ごう にじのまつばらせん）は、佐賀県唐津市を通る一般県道である。

## 概要
唐津市坊主町から唐津市浜玉町浜崎に至る。ほとんどの区間が国道202号旧道に相当。唐津バイパス開通に伴い国道指定から降格となり、佐賀県の一般県道として新たに認定された。
唐津市の坊主町交差点を起点に、唐津市東町交差点で北側に向きを変え松浦橋で松浦川を渡り、次いで東側に向きを変え虹の松原の中を通る。虹の松原の区間は「日本の道100選」に選定されているほか、マツ並木の景観の良さが評価されて、読売新聞社選定の「新・日本街路樹100景」（1994年）のひとつに選定されている。この区間は片側1車線で街灯がない。約5 kmにわたって続く松林の中を通り抜けると浜崎駅北側に広がる唐津市浜玉町の中心市街地に入る。1 kmほど進んだところの浜玉町市街地の東端部にある浜玉町浜交差点が終点。同交差点を直進した先の海岸沿いに国道202号が延び、福岡県糸島市・福岡市に通じる。
県道になる以前の国道の時代は、交通量増加に伴う歩行者の危険度の増大や、松原への環境悪影響が懸念されてきた。そのような状況の中で、1983年（昭和58年）に国道202号唐津バイパスの供用開始に伴って、この悪影響へ憂慮すべき事態に陥ることは避けられた。ただし県道に格下げされた現在においても、虹の松原の観光需要があるため、交通量は比較的多い。なお、松の木の幹が道路空間の上部を支障している地点が多数あり、大型トラックやバスがそれを避けるため道路右側にはみ出して走行するため、大型車両およびその対向車は注意を要する。

### 路線データ
- 起点：佐賀県唐津市坊主町（坊主町交差点、佐賀県道23号唐津呼子線交点）
- 終点：佐賀県唐津市浜玉町浜崎（浜玉町浜交差点、国道202号交点、国道323号終点）

## 歴史
- 2002年（平成14年） - 路線認定[1]。
- 2011年（平成23年）3月31日 - 佐賀県告示第135号により、国道204号の本線を佐志バイパスに変更したことに伴い、起点の位置を唐津市東町交差点から坊主町交差点に延伸する[6]。
- 2019年（令和元年）
  - 7月20日 - 虹の松原において倒木事故により佐賀県道250号鏡山公園線とともに通行止めとなる[5]。
  - 7月26日 - 虹の松原において倒木事故により佐賀県道250号鏡山公園線とともに通行止めとなっていた区間の通行止めが解除[7][8]。

## 路線状況

### 通称
- 虹の松原

### 2019年の倒木事故
2019年（令和元年）7月20日、通行車両が折れたマツに衝突して助手席の男性が死亡、運転者女性と後部座席の女性が軽傷を負った。この事故を受けて、管理する佐賀県唐津土木事務所は事故直後からマツ並木の区間を通行止めとし、緊急点検を実施した。折れたマツには空洞やシロアリの巣が確認され、雨水や風の影響を受けて倒木したとみられる。その後、7月26日に通行止めが解除され、佐賀県の依頼により唐津警察署が通行止め解除から最高速度30 km/hの規制を実施している。この最高速度の規制は8月25日までの予定であったが、佐賀県は唐津警察署に再び依頼し、8月26日以降も規制が継続される。また、佐賀県は唐津市に対して倒木のおそれがある254本のマツを伐採するよう要望し、一方で唐津市は佐賀県に対して樹木医による診断を要望した。

### 道路施設

#### 橋梁
- 中央橋（町田（ちょうだ）川、唐津市）
- 松浦橋（松浦川、唐津市）

## 地理

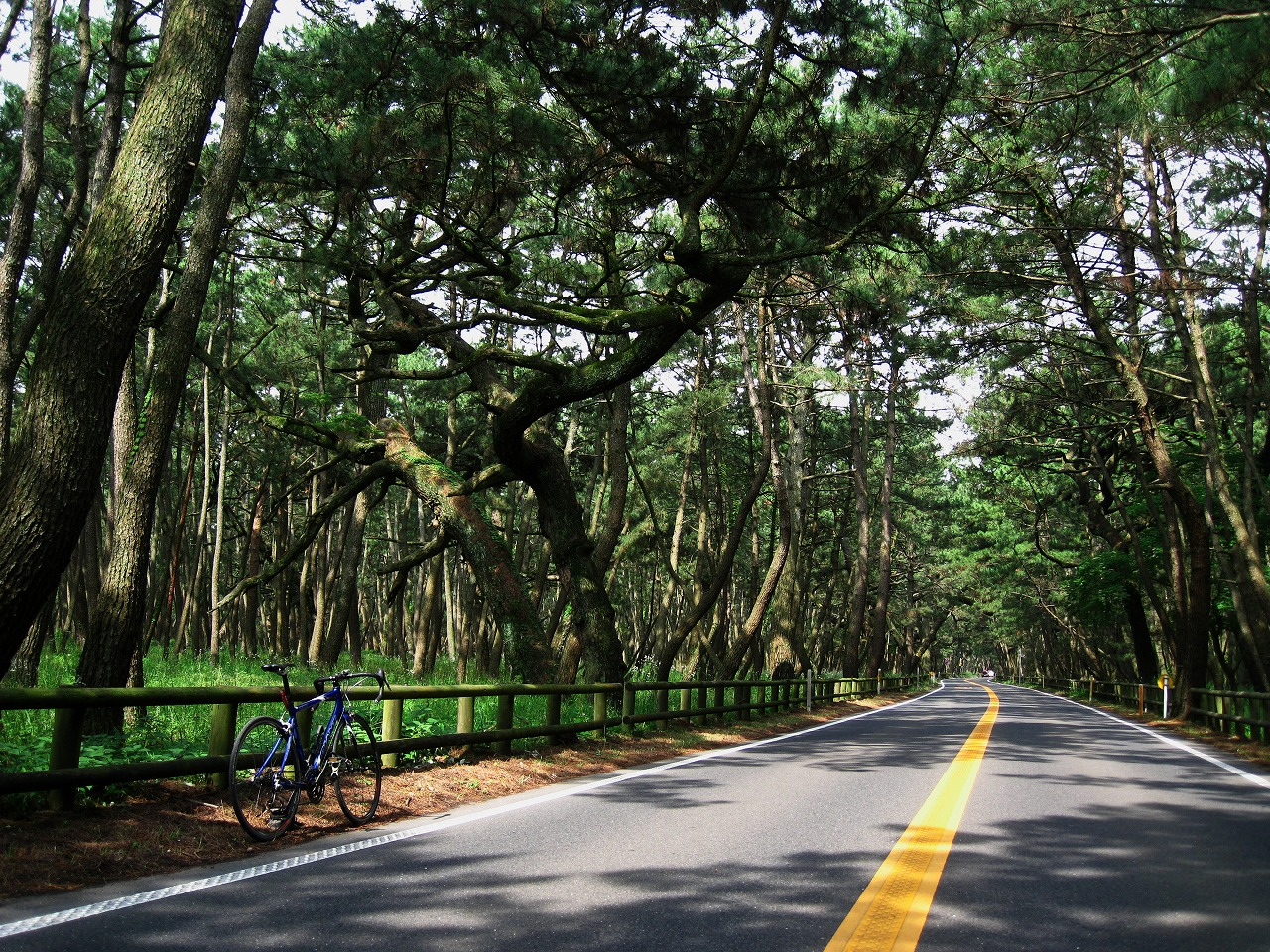
虹の松原

この道が通る虹の松原は玄海国定公園に指定されており、唐津市浜玉町浜崎から同市東唐津にかけて5 kmにわたり、クロマツのトンネルになっている。夏は福岡方面からも海水浴客が訪れるところでもある。虹の松原の西に唐津焼で知られる唐津市街地があり、さらに南西方向は伊万里焼でも知られる伊万里市、異国情緒のある平戸方面へと通じる。

### 通過する自治体
- 唐津市

### 交差する道路
| 交差する道路              | 交差する場所 | 交差する場所          |
| ------------------------- | ------------ | --------------------- |
| 佐賀県道23号唐津呼子線    | 坊主町       | 坊主町交差点 / 起点   |
| 佐賀県道236号唐津停車場線 | 西城内       | 唐津市役所前交差点    |
| 佐賀県道250号鏡山公園線   | 鏡           | 鏡山入口交差点        |
| 佐賀県道40号浜玉相知線    | 浜玉町浜崎   | 浜崎海岸入口交差点    |
| 国道202号 国道323号       | 浜玉町浜崎   | 浜玉町浜交差点 / 終点 |

### 沿線
- 唐津市役所
- 唐津大手口バスセンター
- 昭和自動車本社
- 唐津市立東唐津小学校
- JR九州筑肥線
  - 和多田駅 - 虹ノ松原駅 - 浜崎駅